# Gempolan (Gurah)
Gempolan is een bestuurslaag in het regentschap Kediri van de provincie Oost-Java, Indonesië. Gempolan telt 2939 inwoners (volkstelling 2010).